# Auguste Verdyck
Auguste Verdyck (Schoten, 8 febbraio 1902 – Merksem, 14 febbraio 1988) è stato un ciclista su strada belga.
Professionista dal 1924 al 1936 vinse la seconda edizione della Vuelta al País Vasco nel 1925.
Ciclista adatto soprattutto alle prove di un giorno ottenne buoni risultati nelle corse in linea del Belgio, con piazzamenti importanti sia alla Liegi-Bastogne-Liegi che al Giro delle Fiandre.

## Carriera
Passato professionista, come indipendente, nel 1924 si mise subito in mostra vincendo la prima edizione della Parigi-Nantes ed il Giro del Belgio della categoria indipendenti.
L'anno successivo fu la sua migliore stagione con cinque successi fra cui la seconda edizione della Vuelta al País Vasco e una tappa al Giro del Belgio che concluse al terzo posto assoluto; fu inoltre secondo ai Campionati nazionali e quarto alla Parigi-Bruxelles.
Con questa serie di buoni si presentò, con gli occhi degli esperti puntati addosso, al Tour de France dove tuttavia, pur collezionando numerosi piazzamenti nei primi dieci di giornata, fra cui spicca il secondo posto nella tappa con arrivo a Bayonne dietro Ottavio Bottecchia, non riuscì a vincere nessuna tappa; chiuse però la rassegna in ottava posizione.
I risultati della stagione gli valsero anche l'invito al Grand Prix Wolber a cui però non prese parte.
Proprio mentre si pensava che la sua carriera potesse prendere una piega molto positiva giunse un rapido declino che lo portò a non riuscire più a raccogliere, con costanza, i risultati di spessore che aveva fatto intravedere precedentemente.
Nelle tre stagioni successive la vittoria di una kermesse, l'ottavo posto al Giro delle Fiandre nel 1926 ed il secondo posto, dietro Jules Goedhuys, ai campionati nazionali di ciclocross saranno i suoi migliori risultati.
Il 1929 sembrò potesse rappresentare una inversione di tendenza, vinse una kermesse e colse due piazzamenti importanti nelle classiche del nord arrivando settimo sia al Giro delle Fiandre che alla Parigi-Tours e partecipò al Tour de France, ma l'ottavo posto nella frazione con arrivo a Hendaye ed il passaggio in testa al Col du Galibier furono i suoi soli acuti prima di un prematuro abbandono.
Dal 1930 al 1936, anno del suo ritiro, vinse una sola competizione, una kermesse a Wilrijk nel 1931 e furono sempre meno i risultati che raccolse: quinto al Grand Prix de l'Escaut nel 1931, terzo nel 1932, secondo allo Sluitingsprijs 1931 ed alla Anversa-Gand-Anversa 1935, quinto alla Liegi-Bastogne-Liegi 1932.
Anche suo fratello minore Lucien corse per qualche tempo, soprattutto come indipendente, senza ottenere tuttavia particolari risultati.

## Palmares
- 1924 (Indipendenti, due vittorie)

Parigi-Nantes
Classifica generale Giro del Belgio indipendenti
- 1925 (Christophe-Hutchinson/Automoto, cinque vittorie)

Parigi-Nantes
3ª tappa Vuelta al País Vasco (San Sebastián > Bilbao)
Classifica generale Vuelta al País Vasco
5ª tappa Giro del Belgio (Namur > Bruxelles)
2ª tappa Critérium des Aiglons (Montluçon > Sanit-Etienne)

### Altri successi
- 1928 (Indipendente/J.B. Louvet, una vittoria)

Zwijndrecht (kermesse)
- 1929 (Génial Lucifer, una vittoria)

Prix du Timbre Vert à Malines - Mechelen (kermesse)
- 1931 (Alcyon, una vittoria)

Wilrijk (kermesse)

## Piazzamenti

### Grandi Giri
- Tour de France

1925: 8º
1929: ritirato (alla 9ª tappa)

### Classiche monumento
- Giro delle Fiandre

1926: 8º
1929: 7º
- Parigi-Roubaix

1926: 21º
1928: 37º
1930: 33º
1931: 29º
- Liegi-Bastogne-Liegi

1930: 19º
1932: 5º